# Паула Гітлер
Паула Гітлер (нім. Paula Hitler), також відома як Паула Вольфф (нім. Paula Wolff) або Паула Гітлер-Вольфф (нім. Paula Hitler-Wolff; 26 січня 1896 — 1 червня 1960) — молодша сестра Адольфа Гітлера і наймолодша дитина в родині Алоїса Гітлера та Клари Пьольцль.

## Ранні роки
Паула Гітлер народилася в Гафельді (Фішльгам) в Австрії в родині Алоїса Гітлера та Клари Пьольцль. Була єдиною повнокровною сестрою Адольфа Гітлера і єдиною з його суродженців, хто дожив до дорослого віку. У шестирічному віці втратила батька, в одинадцятирічному — матір. Після смерті останньої австрійський уряд виділяв Паулі і Адольфові невелику пенсію. Проте пенсія була мізерною, і Гітлер, будучи на той момент достатньо дорослим, щоб могти забезпечити себе, передав сестрі свою частину пенсії[джерело?].

## Доросле життя
Пізніша Паула переїхала до Відня. На початку 1920-х її найняли економкою в гуртожитку студентів Єврейського університету. 1921 року її відвідав Адольф, який, за її словами, мав вигляд, ніби «впав з небес». Здебільшого вона не мала інших контактів із братом у часи його роботи художником у Відні та Мюнхені, його військової служби під час Першої світової війни та в часи його ранньої політичної кар'єри. Паула була рада зустрітися із Адольфом знову на початку 1930-х у Відні.
Паула використовувала псевдонім Гідлер (нім. Hiedler) — оригінальну версію написання прізвища Гітлер. Як вона пізніше згадувала, коли вона втратила роботу в Австрійській державній страховій компанії 2 серпня 1930 року, оскільки її працедавці дізналися, ким вона є насправді, Паула отримувала фінансову допомогу в розмірі 250 шилінгів на місяць від брата і жила на його прохання під прізвищем Вольфф (з німецької — Вовк) — дитяче прізвисько Гітлера і прізвище, яке він використовував у 1920-х для власної безпеки[джерело?].
Ймовірно, Гітлер низько оцінював інтелект Паули та їхньої зведеної сестри Ангели, оскільки називав їх «дурними гусьми».
Згодом Паула розповідала, що в 1930-х та на початку 1940-х бачилася з братом раз на рік, а під час Другої світової війни працювала секретарем у польовому госпіталі.
14 квітня 1945 року, в останні дні війни, двоє есесівців, ймовірно, за наказом Мартіна Бормана відвезли Паулу до Берхтесґадена у Баварії, де в Гітлера був літній будинок Бергґоф. Паула та її зведена сестра Ангела за розпорядженням Гітлера отримали по 100 тисяч марок.
Існують певні свідчення, що Паула поділяла ультранаціоналістичні погляди свого брата, проте вона ніколи не була політично активною і не входила до Націонал-соціалістичної робітничої партії Німеччини.

## Післявоєнне життя
26 травня 1945 року Паула була заарештована американської контррозвідкою і допитана 12 липня того ж року.
Вона описала свої стосунки із братом як часті сварки та свою прихильність до нього. Паула казала, що не може змусити себе повірити, що її брат відповідальний за Голокост. Також вона розповіла, що зустрічалася із Євою Браун тільки один раз. Згодом Паулу відпустили з-під американської варти, і вона переїхала до Відня, де спочатку жила за рахунок власних заощаджень, а згодом працювала у крамниці декоративно-прикладного мистецтва.
Паула повернулася до Берхтесґадена 1 грудня 1952 року і оселилася там на постійне проживання під ім'ям Паула Вольфф або Паула Гітлер-Вольфф, оскільки у зв'язку із заповітом Гітлера подала позов до суду, який був відхилений. Протягом цього часу про неї піклувалися колишні есесівці та вцілілі особи із найближчого оточення Гітлера.
У лютому 1959 року погодилася дати інтерв'ю журналістові Пітерові Морлі. Вона розповідала здебільшого про дитинство Гітлера і відмовлялася розмовляти на політичні теми.

## Смерть та похорон
Померла 1 червня 1960 року в Шенау поблизу Берхтесґадена у Західній Німеччині у віці 64 років. Її поховали у Берґфрідгофі в Берхтесґадені/Шенау під ім'ям Паула Гітлер. У червні 2005 року надгробний знак і останки Паули були замінені іншим похованням, що є звичайною практикою на німецьких кладовищах після того, як пройшло понад 20 років після поховання. Однак у травні 2006 року надгробний знак було повернуто на могилу, однак він вказував на інше, більш пізнє поховання.
За п'ять місяців після смерті Федеральний суд Берхтесґадена постановив передати дві третини спадщини Адольфа Гітлера його сестрі — Паулі Гітлер.